# Ushimatsu Saito
Ushimatsu Saitō (Japans: 斎藤丑松,Ushimatsu Saitō) (Ibaraki, 24 december 1912 – Tosashimizu, 4 juni 1994) was een Japans componist en dirigent.
Over deze Japanse componist en dirigent is niet veel bekend. Naast Tokichi Setoguchi was hij wel een van de vooraanstaande componisten van het groot harmonieorkest van de Japanse Marine. Hij schreef voor en tijdens de Tweede Wereldoorlog verschillende patriottische marsen voor de Band van het Japans Keizerlijk Leger in Tokio.

## Composities

### Werken voor harmonieorkest
- 1938 The Naval Ensign
- 1939 Pacific Ocean
- 1940 The Great Japan
- 1940 The Japan Empire
- Hazime Osamu 2600
- Into the Sea
- The Patriotic March (Aikoku Koshinkyoku) - (samen met: Tokichi Setoguchi) - tekst: Yukio Morikawa
- The Advance On The Sea